# Fred Testot
Fred Testot (Porto Vecchio, Francia, 20 de febrero de 1977) es un actor y comediante francés.

## Carrera

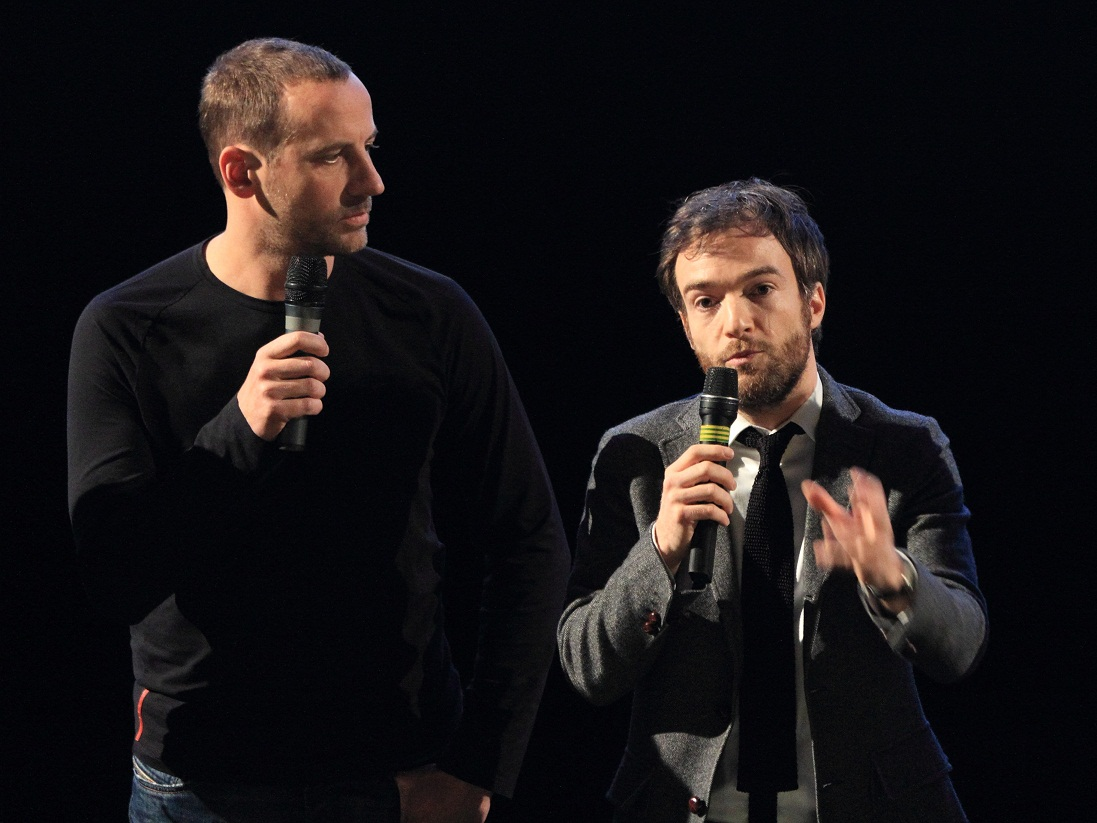
Testot y Jonathan Lambert en 2012.

Nacido en Porto-Vecchio, Testot comenzó en Fun Radio, con Éric Judor y Ramzy Bedia (Éric et Ramzy), después apareció en Radio Nova en el programa de Jamel Debbouze donde conoció a Omar Sy por primera vez, en 1997.
Juntos, comenzaron su carrera televisiva en Canal+ en el programa de Debbouze, Le Cinéma de Jamel. Crearon Le Visiophon, d'Omar y Fred, Les sketches d'Omar et Fred y Les coming-nexts.
Después de una pausa de dos años, el dúo regresó en 2005 con un espectáculo llamado Service après-vente des émissions (en español: "Servicio posventa de programas de televisión"). De 2006 a 2012, se convirtió en una famosa columna diaria de Le Grand Journal, presentada por Michel Denisot.
Luego actuó en varias películas de comedia, incluyendo Sur la piste du Marsupilami (2012), The Big Bad Wolf (2013) y Arrête ton cinéma (2016). Además, en 2017 protagonizó la serie original de Netflix, La Mante.